# 佐伯市

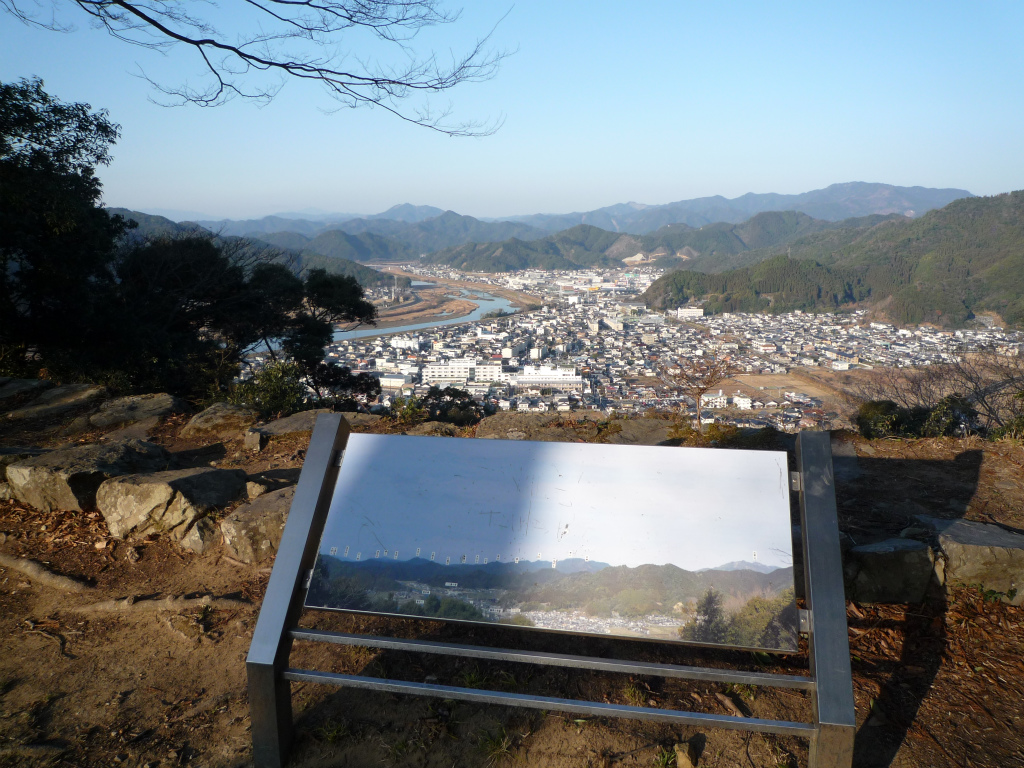
佐伯城からの眺望

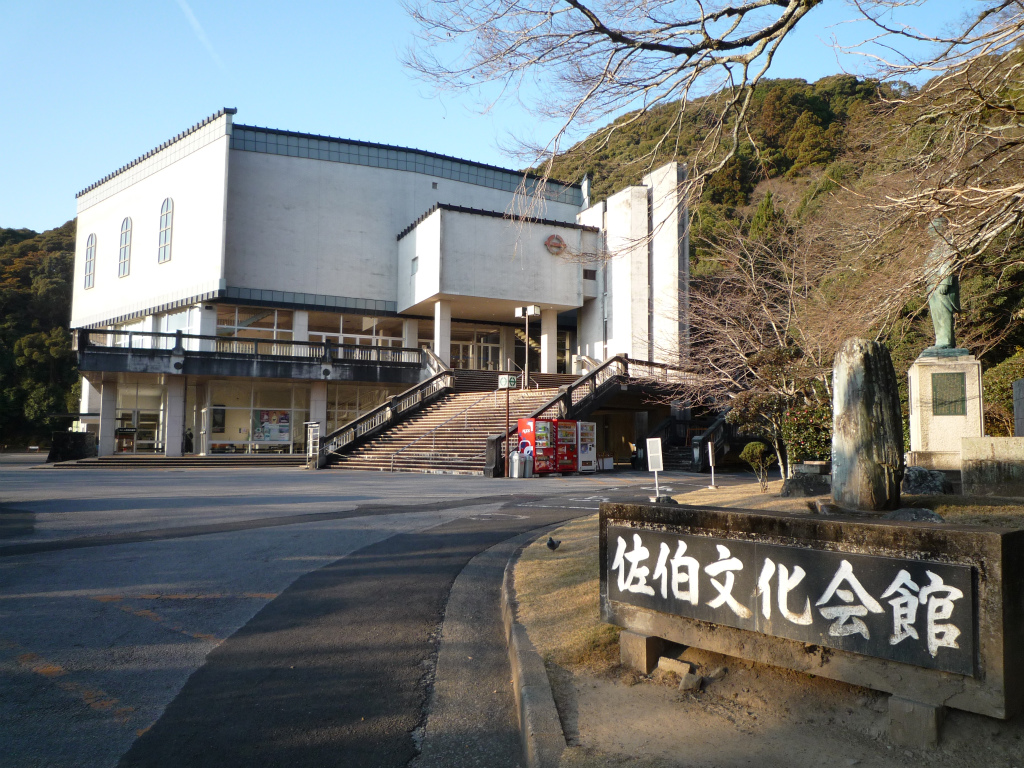
佐伯文化会館

佐伯市（さいきし）は、大分県の南東端に位置する市。

## 概要
佐伯藩の城下町として栄えた江戸時代から「佐伯の殿様、浦でもつ」と言われており、豊富な海の幸と山の幸に恵まれ、「世界一、佐伯寿司」をキャッチフレーズとして、観光客の誘致にも力を入れている。
2005年3月3日に佐伯市と南海部郡5町3村が合併して新たに佐伯市となり、九州の市町村の中で最大の面積を持つことになった。

### 「佐伯」の読み
本市の読みは「さいき」であり、地名・人名で一般的に使用されている通常の仮名表記の「さえき」（歴史的仮名遣では「さへき」）ではない。これは大正5年（1916年）7月に佐伯町会が、訛音に合わせて表記を「さえき」から「さいき」に変更することを決定したためである。同様の事例として広島県佐伯郡佐伯町（さえきぐんさいきちょう。1982年に表記変更、2003年に廿日市市と合併により廃止）がある。
しかし、同年10月25日に開業した鉄道院の日豊本線佐伯駅（さえきえき）や、昭和9年（1934年）に開隊した海軍の佐伯海軍航空隊（さえきかいぐんこうくうたい）のように、国が管轄する施設についてはこの変更決定に従わず、本来の表記である「さえき（さへき）」が使用され（佐伯駅は昭和37年（1962年）1月15日に表記を「さいき」に変更）、昭和15年（1940年）の国勢調査報告書にもSaekiとローマ字が振られている。
とはいえ、表記変更からおよそ100年を経過した今日では次第に区別が曖昧になっていき、1916年の表記改変以前に係る事柄（佐伯藩・佐伯城など）であっても、現行表記に合わせて「さいき」と書いている事例が多く見られる。

## 地理

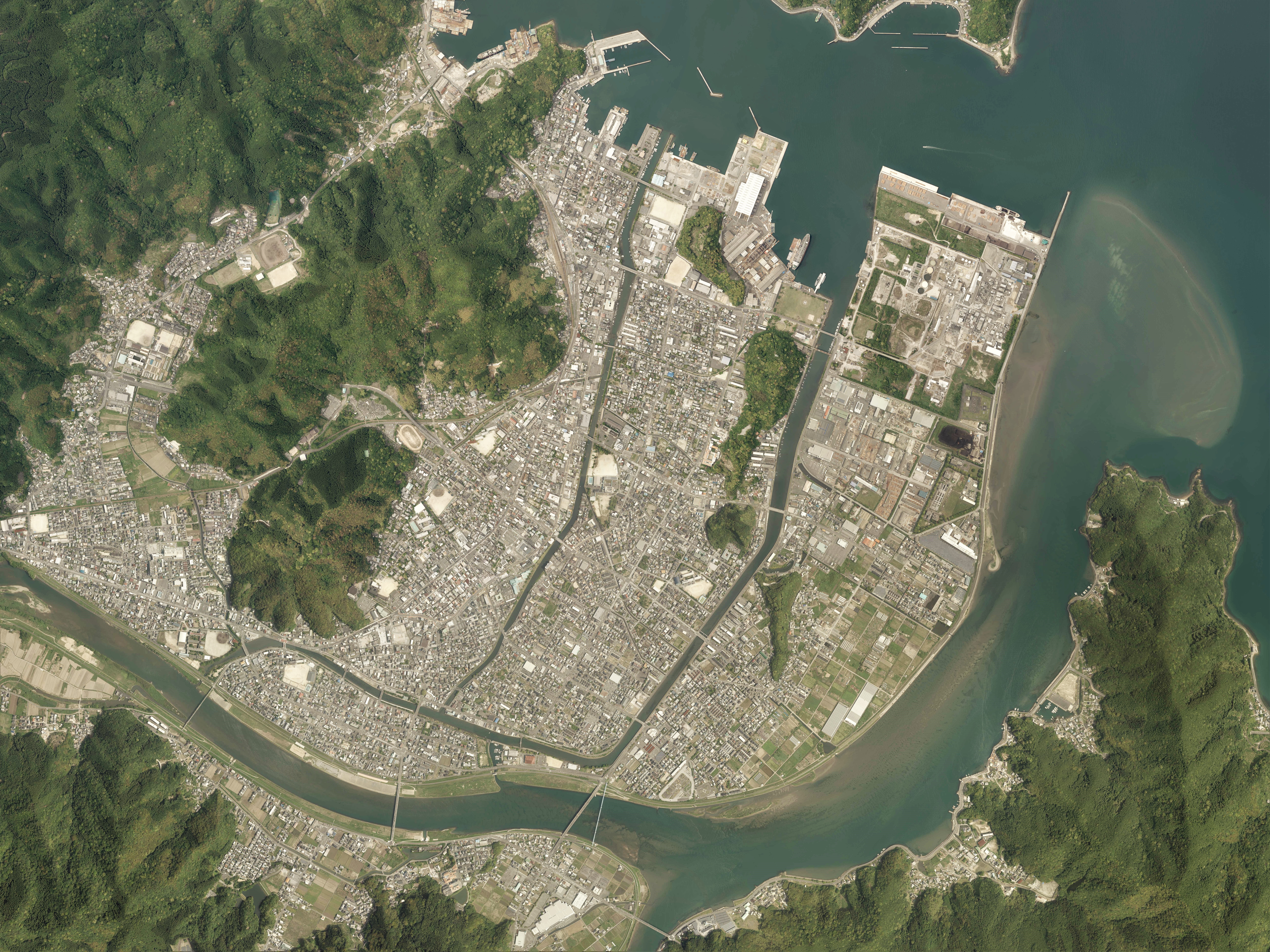
佐伯市中心部周辺の空中写真。
2018年5月5日撮影の18枚を合成作成。。

大分県の南東端、大分市の南東約60kmの場所に位置する。東部は日豊海岸国定公園の豊後水道に面しており、日本有数のリアス式海岸地帯が広がっている。
このため、今後発生が予見されている南海トラフ巨大地震の際には、市内の海岸に最大8mの津波が到達することが予想されており、大分県内の市町村では最大値となっている。
また、内陸部は祖母傾国定公園の山々に囲まれており、南部は宮崎県との県境をなしている。市内を流れる一級河川の番匠川によってできた県南最大の沖積平野に市街地が拓けており、県南地域の中核都市となっている。
- 河川: 番匠川、堅田川、久留須川、赤木川
- 山: 彦岳、尺間山、元越山、栂牟礼山、高平山
- 島: 大入島、大島、八島、深島、屋形島
- 半島: 四浦半島、鶴見半島（鶴御崎）

### 気候
おおむね南海型気候に属し、高温多湿で降雨量が多い。
気温は同じ佐伯市内でも沿岸部と山間部では差が大きく、海岸部の佐伯アメダスでは冬日は少なく(12.9日)、無霜地帯が多くなっており、夏の熱帯夜日数も12.1日と一定日数記録する。
しかし山間部では冬の冷え込みが厳しく、宇目アメダスでは1月の平均最低気温が氷点下1.7℃、冬日日数は77.0日と、熊本県阿蘇市乙姫や宮崎県五ヶ瀬町鞍岡など九州有数の寒冷地に匹敵する寒さであり、夏も熱帯夜となることは非常に稀である(0.4日)。
| 佐伯（1991年 - 2020年）の気候      | 佐伯（1991年 - 2020年）の気候 | 佐伯（1991年 - 2020年）の気候 | 佐伯（1991年 - 2020年）の気候 | 佐伯（1991年 - 2020年）の気候 | 佐伯（1991年 - 2020年）の気候 | 佐伯（1991年 - 2020年）の気候 | 佐伯（1991年 - 2020年）の気候 | 佐伯（1991年 - 2020年）の気候 | 佐伯（1991年 - 2020年）の気候 | 佐伯（1991年 - 2020年）の気候 | 佐伯（1991年 - 2020年）の気候 | 佐伯（1991年 - 2020年）の気候 | 佐伯（1991年 - 2020年）の気候 |
| 月                                 | 1月                           | 2月                           | 3月                           | 4月                           | 5月                           | 6月                           | 7月                           | 8月                           | 9月                           | 10月                          | 11月                          | 12月                          | 年                            |
| ---------------------------------- | ----------------------------- | ----------------------------- | ----------------------------- | ----------------------------- | ----------------------------- | ----------------------------- | ----------------------------- | ----------------------------- | ----------------------------- | ----------------------------- | ----------------------------- | ----------------------------- | ----------------------------- |
| 最高気温記録 °C （°F）             | 21.5 (70.7)                   | 23.5 (74.3)                   | 27.0 (80.6)                   | 28.7 (83.7)                   | 31.9 (89.4)                   | 34.9 (94.8)                   | 36.2 (97.2)                   | 37.1 (98.8)                   | 35.2 (95.4)                   | 32.0 (89.6)                   | 28.6 (83.5)                   | 24.3 (75.7)                   | 37.1 (98.8)                   |
| 平均最高気温 °C （°F）             | 11.0 (51.8)                   | 11.7 (53.1)                   | 14.9 (58.8)                   | 19.7 (67.5)                   | 23.7 (74.7)                   | 26.1 (79)                     | 30.1 (86.2)                   | 31.3 (88.3)                   | 27.9 (82.2)                   | 23.2 (73.8)                   | 18.2 (64.8)                   | 13.2 (55.8)                   | 20.9 (69.6)                   |
| 日平均気温 °C （°F）               | 6.7 (44.1)                    | 7.5 (45.5)                    | 10.5 (50.9)                   | 15.1 (59.2)                   | 19.3 (66.7)                   | 22.4 (72.3)                   | 26.3 (79.3)                   | 27.3 (81.1)                   | 24.1 (75.4)                   | 19.1 (66.4)                   | 13.9 (57)                     | 8.7 (47.7)                    | 16.7 (62.1)                   |
| 平均最低気温 °C （°F）             | 2.5 (36.5)                    | 3.2 (37.8)                    | 6.1 (43)                      | 10.4 (50.7)                   | 15.0 (59)                     | 19.2 (66.6)                   | 23.2 (73.8)                   | 24.0 (75.2)                   | 20.9 (69.6)                   | 15.3 (59.5)                   | 9.7 (49.5)                    | 4.5 (40.1)                    | 12.9 (55.2)                   |
| 最低気温記録 °C （°F）             | −5.0 (23)                     | −5.5 (22.1)                   | −3.5 (25.7)                   | 1.3 (34.3)                    | 5.1 (41.2)                    | 11.5 (52.7)                   | 15.6 (60.1)                   | 17.0 (62.6)                   | 13.0 (55.4)                   | 5.4 (41.7)                    | 0.7 (33.3)                    | −3.4 (25.9)                   | −5.5 (22.1)                   |
| 降水量 mm （inch）                 | 62.3 (2.453)                  | 70.9 (2.791)                  | 116.2 (4.575)                 | 136.8 (5.386)                 | 178.8 (7.039)                 | 333.3 (13.122)                | 282.7 (11.13)                 | 247.2 (9.732)                 | 338.6 (13.331)                | 200.6 (7.898)                 | 104.1 (4.098)                 | 60.1 (2.366)                  | 2,118.9 (83.421)              |
| 平均降水日数 （≥1.0 mm）           | 5.3                           | 7.2                           | 9.6                           | 9.8                           | 10.1                          | 14.5                          | 12.1                          | 11.0                          | 11.3                          | 7.5                           | 7.0                           | 5.2                           | 110.3                         |
| 平均月間日照時間                   | 156.0                         | 149.6                         | 170.5                         | 186.8                         | 191.9                         | 134.4                         | 191.4                         | 207.9                         | 159.3                         | 170.0                         | 152.3                         | 156.1                         | 2,026.2                       |
| 出典1：Japan Meteorological Agency |                               |                               |                               |                               |                               |                               |                               |                               |                               |                               |                               |                               |                               |
| 出典2：気象庁                      |                               |                               |                               |                               |                               |                               |                               |                               |                               |                               |                               |                               |                               |

| 蒲江（1991年 - 2020年）の気候      | 蒲江（1991年 - 2020年）の気候 | 蒲江（1991年 - 2020年）の気候 | 蒲江（1991年 - 2020年）の気候 | 蒲江（1991年 - 2020年）の気候 | 蒲江（1991年 - 2020年）の気候 | 蒲江（1991年 - 2020年）の気候 | 蒲江（1991年 - 2020年）の気候 | 蒲江（1991年 - 2020年）の気候 | 蒲江（1991年 - 2020年）の気候 | 蒲江（1991年 - 2020年）の気候 | 蒲江（1991年 - 2020年）の気候 | 蒲江（1991年 - 2020年）の気候 | 蒲江（1991年 - 2020年）の気候 |
| 月                                 | 1月                           | 2月                           | 3月                           | 4月                           | 5月                           | 6月                           | 7月                           | 8月                           | 9月                           | 10月                          | 11月                          | 12月                          | 年                            |
| ---------------------------------- | ----------------------------- | ----------------------------- | ----------------------------- | ----------------------------- | ----------------------------- | ----------------------------- | ----------------------------- | ----------------------------- | ----------------------------- | ----------------------------- | ----------------------------- | ----------------------------- | ----------------------------- |
| 最高気温記録 °C （°F）             | 21.0 (69.8)                   | 22.1 (71.8)                   | 28.3 (82.9)                   | 27.9 (82.2)                   | 30.8 (87.4)                   | 33.7 (92.7)                   | 37.6 (99.7)                   | 38.3 (100.9)                  | 34.8 (94.6)                   | 30.6 (87.1)                   | 26.6 (79.9)                   | 23.8 (74.8)                   | 38.3 (100.9)                  |
| 平均最高気温 °C （°F）             | 11.8 (53.2)                   | 12.8 (55)                     | 15.7 (60.3)                   | 20.1 (68.2)                   | 23.8 (74.8)                   | 25.8 (78.4)                   | 29.3 (84.7)                   | 30.9 (87.6)                   | 28.5 (83.3)                   | 24.1 (75.4)                   | 19.0 (66.2)                   | 14.0 (57.2)                   | 21.3 (70.3)                   |
| 日平均気温 °C （°F）               | 7.9 (46.2)                    | 8.6 (47.5)                    | 11.6 (52.9)                   | 15.9 (60.6)                   | 19.7 (67.5)                   | 22.4 (72.3)                   | 25.8 (78.4)                   | 27.2 (81)                     | 24.8 (76.6)                   | 20.2 (68.4)                   | 15.1 (59.2)                   | 10.0 (50)                     | 17.5 (63.5)                   |
| 平均最低気温 °C （°F）             | 4.3 (39.7)                    | 4.9 (40.8)                    | 7.6 (45.7)                    | 11.9 (53.4)                   | 16.0 (60.8)                   | 19.6 (67.3)                   | 23.2 (73.8)                   | 24.5 (76.1)                   | 21.9 (71.4)                   | 17.1 (62.8)                   | 11.7 (53.1)                   | 6.4 (43.5)                    | 14.1 (57.4)                   |
| 最低気温記録 °C （°F）             | −5.7 (21.7)                   | −4.7 (23.5)                   | −3.4 (25.9)                   | 2.0 (35.6)                    | 7.4 (45.3)                    | 11.8 (53.2)                   | 16.4 (61.5)                   | 17.9 (64.2)                   | 12.4 (54.3)                   | 5.5 (41.9)                    | 2.0 (35.6)                    | −2.5 (27.5)                   | −5.7 (21.7)                   |
| 降水量 mm （inch）                 | 68.0 (2.677)                  | 75.4 (2.969)                  | 143.8 (5.661)                 | 187.5 (7.382)                 | 244.2 (9.614)                 | 398.6 (15.693)                | 255.7 (10.067)                | 230.9 (9.091)                 | 336.7 (13.256)                | 190.0 (7.48)                  | 127.3 (5.012)                 | 74.5 (2.933)                  | 2,334.9 (91.925)              |
| 平均降水日数 （≥1.0 mm）           | 5.4                           | 6.6                           | 9.5                           | 9.5                           | 10.2                          | 15.1                          | 11.7                          | 11.1                          | 11.7                          | 7.6                           | 6.5                           | 5.1                           | 109.7                         |
| 平均月間日照時間                   | 183.2                         | 171.0                         | 185.5                         | 192.4                         | 182.4                         | 117.1                         | 171.5                         | 198.9                         | 168.0                         | 182.7                         | 167.3                         | 180.4                         | 2,110.5                       |
| 出典1：Japan Meteorological Agency |                               |                               |                               |                               |                               |                               |                               |                               |                               |                               |                               |                               |                               |
| 出典2：気象庁                      |                               |                               |                               |                               |                               |                               |                               |                               |                               |                               |                               |                               |                               |

| 宇目（1991年 - 2020年）の気候      | 宇目（1991年 - 2020年）の気候 | 宇目（1991年 - 2020年）の気候 | 宇目（1991年 - 2020年）の気候 | 宇目（1991年 - 2020年）の気候 | 宇目（1991年 - 2020年）の気候 | 宇目（1991年 - 2020年）の気候 | 宇目（1991年 - 2020年）の気候 | 宇目（1991年 - 2020年）の気候 | 宇目（1991年 - 2020年）の気候 | 宇目（1991年 - 2020年）の気候 | 宇目（1991年 - 2020年）の気候 | 宇目（1991年 - 2020年）の気候 | 宇目（1991年 - 2020年）の気候 |
| 月                                 | 1月                           | 2月                           | 3月                           | 4月                           | 5月                           | 6月                           | 7月                           | 8月                           | 9月                           | 10月                          | 11月                          | 12月                          | 年                            |
| ---------------------------------- | ----------------------------- | ----------------------------- | ----------------------------- | ----------------------------- | ----------------------------- | ----------------------------- | ----------------------------- | ----------------------------- | ----------------------------- | ----------------------------- | ----------------------------- | ----------------------------- | ----------------------------- |
| 最高気温記録 °C （°F）             | 21.7 (71.1)                   | 24.2 (75.6)                   | 28.4 (83.1)                   | 31.5 (88.7)                   | 34.0 (93.2)                   | 34.5 (94.1)                   | 37.3 (99.1)                   | 38.1 (100.6)                  | 34.6 (94.3)                   | 32.3 (90.1)                   | 28.0 (82.4)                   | 23.8 (74.8)                   | 38.1 (100.6)                  |
| 平均最高気温 °C （°F）             | 10.4 (50.7)                   | 11.8 (53.2)                   | 15.2 (59.4)                   | 20.3 (68.5)                   | 24.5 (76.1)                   | 26.4 (79.5)                   | 30.7 (87.3)                   | 31.3 (88.3)                   | 27.6 (81.7)                   | 22.9 (73.2)                   | 17.7 (63.9)                   | 12.5 (54.5)                   | 20.9 (69.6)                   |
| 日平均気温 °C （°F）               | 3.9 (39)                      | 5.0 (41)                      | 8.3 (46.9)                    | 13.2 (55.8)                   | 17.7 (63.9)                   | 21.2 (70.2)                   | 25.2 (77.4)                   | 25.6 (78.1)                   | 22.1 (71.8)                   | 16.5 (61.7)                   | 10.9 (51.6)                   | 5.6 (42.1)                    | 14.6 (58.3)                   |
| 平均最低気温 °C （°F）             | −1.7 (28.9)                   | −0.9 (30.4)                   | 2.1 (35.8)                    | 6.6 (43.9)                    | 11.8 (53.2)                   | 17.2 (63)                     | 21.4 (70.5)                   | 21.9 (71.4)                   | 18.1 (64.6)                   | 11.5 (52.7)                   | 5.3 (41.5)                    | 0.0 (32)                      | 9.4 (48.9)                    |
| 最低気温記録 °C （°F）             | −10.5 (13.1)                  | −10.5 (13.1)                  | −8.9 (16)                     | −4.8 (23.4)                   | −1.0 (30.2)                   | 6.1 (43)                      | 11.5 (52.7)                   | 13.4 (56.1)                   | 4.2 (39.6)                    | −0.2 (31.6)                   | −4.4 (24.1)                   | −9.4 (15.1)                   | −10.5 (13.1)                  |
| 降水量 mm （inch）                 | 55.4 (2.181)                  | 69.6 (2.74)                   | 121.9 (4.799)                 | 142.0 (5.591)                 | 186.7 (7.35)                  | 368.9 (14.524)                | 327.2 (12.882)                | 347.9 (13.697)                | 420.1 (16.539)                | 198.0 (7.795)                 | 85.6 (3.37)                   | 58.6 (2.307)                  | 2,404.6 (94.669)              |
| 平均降水日数 （≥1.0 mm）           | 5.2                           | 7.4                           | 10.0                          | 9.8                           | 10.3                          | 14.9                          | 12.5                          | 13.2                          | 12.6                          | 8.0                           | 6.7                           | 5.4                           | 115.5                         |
| 平均月間日照時間                   | 162.1                         | 153.0                         | 170.1                         | 182.0                         | 177.2                         | 106.8                         | 158.3                         | 172.2                         | 128.8                         | 159.1                         | 148.2                         | 159.0                         | 1,873.4                       |
| 出典1：Japan Meteorological Agency |                               |                               |                               |                               |                               |                               |                               |                               |                               |                               |                               |                               |                               |
| 出典2：気象庁                      |                               |                               |                               |                               |                               |                               |                               |                               |                               |                               |                               |                               |                               |

### 地名
合併前からの佐伯市は旧佐伯町の地区が大字がない状態であり、それ以外に23大字が置かれている。
- （大字なし=旧佐伯町）
- 池田（旧上堅田村）
- 長谷（旧上堅田村）
- 稲垣（旧鶴岡村）
- 上岡（旧鶴岡村）
- 鶴望（旧鶴岡村）
- 狩生（旧西上浦村）
- 二栄（旧西上浦村）
- 護江（旧西上浦村）
- 荒網代浦（旧大入島村）
- 石間浦（旧大入島村）
- 片神浦（旧大入島村）
- 久保浦（旧大入島村）
- 塩内浦（旧大入島村）
- 高松浦（旧大入島村）
- 日向泊浦（旧大入島村）
- 守後浦（旧大入島村）
- 海崎（旧八幡村）
- 霞ヶ浦（旧八幡村）
- 戸穴（旧八幡村）
- 堅田（旧下堅田村）
- 長良（旧下堅田村）
- 青山（旧青山村）
- 木立（旧木立村）

大字なしの区域は市街地西側の臼坪山周辺、番匠川河口左岸、右岸の3か所に散らばっている。臼坪山周辺・番匠川河口左岸は市街地の住居表示実施地区の両端に接し、番匠川河口左岸は女島・新女島の通称町名がある。番匠川河口右岸は灘という通称地名で呼ばれる。
上浦
- 浅海井浦
- 津井浦
- 最勝海浦

弥生
- 井崎（旧上野村）
- 上小倉（旧上野村）
- 小田（旧上野村）
- 山梨子（旧上野村）
- 江良（旧切畑村）
- 門田（旧切畑村）
- 細田（旧切畑村）
- 提内（旧切畑村）
- 平井（旧切畑村）
- 大坂本（旧明治村）
- 尺間（旧明治村）
- 床木（旧明治村）

本匠
- 井ノ上（旧因尾村）
- 因尾（旧因尾村）
- 上津川（旧因尾村）
- 堂ノ間（旧因尾村）
- 山部（旧因尾村）
- 宇津々（旧中野村）
- 小川（旧中野村）
- 小半（旧中野村）
- 笠掛（旧中野村）
- 風戸（旧中野村）
- 波寄（旧中野村）
- 三股（旧中野村）

宇目
- 大平（旧重岡村）
- 河内（旧重岡村）
- 塩見園（旧重岡村）
- 重岡（旧重岡村）
- 千束（旧重岡村）
- 小野市（旧小野市村）
- 木浦内（旧小野市村）
- 木浦鉱山（旧小野市村）
- 南田原（旧小野市村）

直川
- 上直見（旧直見村）
- 下直見（旧直見村）
- 赤木（旧川原木村）
- 仁田原（旧川原木村）
- 横川（旧川原木村）

鶴見
- 有明浦（旧西中浦村）
- 沖松浦（旧西中浦村）
- 地松浦（旧西中浦村）
- 吹浦（旧西中浦村）
- 中越浦（旧中浦村）
- 羽出浦（旧中浦村）
- 大島（旧東中浦村）
- 梶寄浦（旧東中浦村）
- 丹賀浦（旧東中浦村）

米水津
- 色利浦
- 浦代浦
- 小浦
- 竹野浦
- 宮野浦

蒲江
- 猪串浦
- 蒲江浦
- 竹野浦河内（旧下入津村）
- 西野浦（旧下入津村）
- 楠本浦（旧上入津村）
- 畑野浦（旧上入津村）
- 葛原浦（旧名護屋村）
- 野々河内浦（旧名護屋村）
- 波当津浦（旧名護屋村）
- 丸市尾浦（旧名護屋村）
- 森崎浦（旧名護屋村）

### 住居表示
| 町名           | 対象区域 | 実施日        |
| -------------- | --- | ------------- |
| 常盤東町       | 字中村外の一部 | 1976年2月1日  |
| 常盤西町       | 字中村外の一部 | 〃            |
| 常盤南町       | 字中村外の一部 | 〃            |
| 中村東町       | 字中村外の一部 | 1977年2月1日  |
| 中村南町       | 字中村内・字中村外・字枡形・字古市町・字中島町・字梶原の一部                                                                                                   | 〃            |
| 中村西町       | 字中村外・字枡形の一部 | 〃            |
| 中村北町       | 字中村内・字中村外の一部 | 〃            |
| 内町           | 字大手前・字本町・字仲町・字横町・字古市町・字土井町・字中島町・字向島・字諸木橋・字広小路の一部                                                               | 1978年6月1日  |
| 城東町         | 字本町・字仲町・字古市町・字土井町・字中島町・字梶原・字大平橋の一部                                                                                           | 〃            |
| 城下東町       | 字新町・字片町・字北町の全部、字本町・字鉄砲町・字神護寺・字後田・字山際・字松崎の一部                                                                         | 〃            |
| 城下西町       | 字田中の全部、字大手前・字本町・字鉄砲町・字神護寺・字後田・字山際・字鶴谷の一部                                                                               | 〃            |
| 駅前一丁目     | 字平野・字平野下・字田野浦の一部 | 1981年11月1日 |
| 駅前二丁目     | 字日ノ出町・字田野浦の一部 | 〃            |
| 平野町         | 字平野・字高畑の一部 | 〃            |
| 日の出町       | 字日ノ出町の一部 | 〃            |
| 春日町         | 字日ノ出町・字田野浦の一部 | 〃            |
| 田の浦町       | 字田野浦・字高畑・字カヅラの一部 | 〃            |
| 葛港           | 字市ヶ谷の全部、字田野浦・字高畑・字カヅラの一部 | 〃            |
| 長島町一丁目   | 字長島・字赤ハゲの全部、字長島町・字路久志の一部 | 1983年3月25日 |
| 長島町二丁目   | 字小鳥越・字向渡町の全部、字長島町・字長島山・字山裏の一部 | 〃            |
| 長島町三丁目   | 字長島町の一部 | 〃            |
| 長島町四丁目   | 字長島町・字中ノ島・字中芳島の一部 | 〃            |
| 中ノ島東町     | 字中ノ島の一部 | 〃            |
| 城南町         | 字城南町の全部 | 1984年3月1日  |
| 池船町         | 字池船町・池田字渡場・池田字ドヲジリ・池田字中通・池田字柳原・池田字丸エゴの全部、池田字今切・池田字大開・池田字竹瀬の一部                                     | 〃            |
| 東町           | 字野岡・字隠山・字長島山の一部 | 1985年3月1日  |
| 臼坪           | 字松崎・字スガブタ・字洗出・字家ノ下・字番所面の全部、字臼坪・字蠣崎・字権現下・字尾ノ奥・字岡・字岡ノ谷・字天神下・字丸山・字尾ノ下・字大谷口・字上ノ平の一部 | 〃            |
| 蟹田           | 字蟹田の全部、字臼坪・字蠣崎・字松ヶ鼻・字田ノ浦の一部 | 1988年3月1日  |
| 向島一丁目     | 字向島の一部 | 1989年4月24日 |
| 向島二丁目     | 字向島・字船頭町・字下船蔵の一部 | 〃            |
| 中の島一丁目   | 字中ノ島・字内来島・字渡町の一部 | 〃            |
| 中の島二丁目   | 字川縁・字行口の全部、字中ノ島・字内来島・字中芳島の一部 | 〃            |
| 中の島三丁目   | 字中ノ島・字中芳島の一部 | 〃            |
| 来島町         | 字外来島・字北来島・字長島町の全部、字内来島・字渡町・字中ノ島の一部                                                                                           | 〃            |
| 大手町一丁目   | 字鶴谷の全部、字西谷・字城山の一部 | 1992年3月1日  |
| 大手町二丁目   | 字広小路・字横町・字内町広小路・字諸木橋の全部、字西谷・字大手前・字新道・字新屋敷の一部                                                                       | 〃            |
| 大手町三丁目   | 字新小路の全部、字西谷・字西町・字大手前・字大日寺前・字裏ノ町・字新道の一部                                                                                   | 〃            |
| 船頭町         | 字船頭町・字蛭子町・字住吉町・字住吉町広小路・字万年橋・字浜町・字下船蔵・字札場・字新町・字渡場の全部、字西町・字大日寺前・字裏ノ町・字新道・字新屋敷の一部   | 〃            |
| 西谷町         | 字虚空蔵谷・字杉谷・字船蔵・字和田坂・字角石の全部、字西谷・字城山・鶴望字天神鶴・稲垣字丸山の一部                                                             | 〃            |
| 鶴谷町一丁目   | |               |
| 鶴谷町二丁目   | |               |
| 鶴谷町三丁目   | |               |
| 野岡町一丁目   | |               |
| 野岡町二丁目   | |               |
| 鶴岡町一丁目   | |               |
| 鶴岡町二丁目   | |               |
| 鶴岡町三丁目   | |               |
| 鶴岡西町一丁目 | |               |
| 鶴岡西町二丁目 | |               |
| 中江町         | |               |
| 若宮町         | |               |
| 西浜           | |               |

## 歴史

### 椎茸
1805年に原田理三郎が日本で初めて椎茸をクヌギに変えたとして資料に残っている。

### 市制施行
海軍航空隊の誘致に成功した佐伯町は、軍都として相応しい規模を要求されることになった。昭和11年（1936年）には大分県が佐伯・鶴岡・上堅田・八幡の1町3村の合併を勧奨し、これを受けて翌昭和12年（1937年）4月1日に佐伯・鶴岡・上堅田の1町2村が合併し、新制の佐伯町（さいきちょう）が発足する。
昭和15年（1940年）に海軍の佐伯防備隊（さえきぼうびたい）が設置されると、村民の反対により先の合併に不参加であった八幡村に加え、佐伯湾に面する町村のさらなる合併が求められるようになり、昭和16年（1941年）1月21日には佐伯・八幡・西上浦・大入島の1町3村の首長・助役が協議し、国策に従って合併に協力する旨を確認した。こうして同月23日の佐伯防備隊司令井原美岐雄からの合併要請、4月12日の内務大臣平沼騏一郎からの合併諮問（内務省分地第八号）を受け、天長節の4月29日に、大分県内5番目の市となる佐伯市（さいきし）が誕生。初代市長には元豊予要塞司令官の郷田兼安（陸軍中将）を招聘した。

### 近現代の沿革
（現在の佐伯市域全体の変遷については南海部郡の項を参照のこと）
- 明治8年（1875年）3月13日 - 大分県による村落統合にともない、塩屋村と大船繋村が合併して佐伯村（さえきむら）が成立。
- 明治11年（1878年）11月1日 - 郡区町村編制法の施行にともなう海部郡の分割により、南海部郡佐伯村となる。佐伯村に南海部郡役所が置かれる。
- 明治22年（1889年）4月1日 - 町村制施行にともない、佐伯町（さえきちょう）が発足。
- 大正5年（1916年）7月 - 佐伯町がさえきからさいきに表記を改変[1]。
- 昭和9年（1934年）2月15日 - 佐伯海軍航空隊（さえきかいぐんこうくうたい）の開隊式が行われる[7]。
- 昭和12年（1937年）4月1日 - 佐伯町・鶴岡村・上堅田村が合併し、新制の佐伯町（さいきちょう）が発足。
- 昭和16年（1941年）4月29日 - 佐伯町・八幡村・大入島村・西上浦村が合併し、佐伯市（さいきし）が発足。
- 昭和30年（1955年）3月31日 - 青山村・木立村・下堅田村を編入。
- 平成17年（2005年）3月3日 - 宇目町・蒲江町・上浦町・鶴見町・弥生町・直川村・本匠村・米水津村と合併し、新制の佐伯市が発足。同時に、南海部郡が消滅した。

### 主な出来事
- 1949年（昭和24年）6月7日：昭和天皇の戦後巡幸があり、佐伯駅にお召し列車が停車。駅前奉迎が行われた[8]。
- 1966年（昭和41年）10月 - 第21回国民体育大会が開催。会場となった佐伯球場などに昭和天皇、香淳皇后が行幸啓[9]。

## 市政

### 首長
- 歴代市長

平成の大合併以前
| 代 | 氏名       | 就任                       | 退任                       | 備考         |
| -- | ---------- | -------------------------- | -------------------------- | ------------ |
| 1  | 郷田兼安   | 昭和16年（1941年）8月12日  | 昭和16年（1941年）12月10日 |              |
| 2  | 阿南卓     | 昭和17年（1942年）2月6日   | 昭和21年（1946年）2月6日   |              |
| 3  | 安藤正人   | 昭和21年（1946年）3月7日   | 昭和21年（1946年）12月12日 |              |
| 4  | 矢野龍雄   | 昭和22年（1947年）4月6日   | 昭和30年（1955年）5月1日   |              |
| 5  | 出納菊二郎 | 昭和30年（1955年）5月2日   | 昭和42年（1967年）5月1日   |              |
| 6  | 池田利明   | 昭和42年（1967年）5月2日   | 昭和54年（1979年）5月1日   |              |
| 7  | 大鶴文雄   | 昭和54年（1979年）5月2日   | 昭和61年（1986年）7月14日  | 在任中に死去 |
| 8  | 佐々木博生 | 昭和61年（1986年）8月31日  | 平成6年（1994年）8月30日   |              |
| 9  | 佐藤佑一   | 平成6年（1994年）8月31日   | 平成10年（1998年）8月30日  |              |
| 10 | 小野和秀   | 平成10年（1998年）8月31日  | 平成14年（2002年）11月13日 | 在任中に死去 |
| 11 | 佐藤佑一   | 平成14年（2002年）12月22日 | 平成17年（2005年）3月2日   | 再任         |

平成の大合併以後（現在の佐伯市）
| 代 | 氏名     | 就任                      | 退任                      | 備考 |
| -- | -------- | ------------------------- | ------------------------- | ---- |
| 1  | 西嶋泰義 | 2005年（平成17年）4月17日 | 2017年（平成29年）4月16日 |      |
| 2  | 田中利明 | 2017年（平成29年）4月17日 | 2025年（令和7年）4月16日  |      |
| 3  | 冨高国子 | 2025年（令和7年）4月17日  | 現職                      |      |

### 平成の大合併
旧佐伯市とその周辺の旧南海部郡地域とは、以前から「佐伯南郡」と呼ばれていたように強い結び付きを有しており、住民の日常社会生活圏はもとより、経済圏もほぼ一体的であった。そのため、県内でも最も早く合併に向けて2000年12月27日に佐伯市・南海部郡5町3村任意合併協議会が設置され、2002年5月1日に佐伯市・南海部郡5町3村法定合併協議会が発足した。そして、合併に向けて協議を行ってきた結果、2003年8月31日に合併協定調印式が行われ、2005年3月3日に佐伯市と南海部郡5町3村が合併し、面積が九州最大となる新たな佐伯市が誕生した。
なお、南海部郡各町村の旧役場は地域振興局として引き続き業務を行っている。

## 国政・県政

### 国政
衆議院小選挙区選挙では、大分2区に属する。直近の第49回衆議院議員総選挙（2021年10月）での選出議員は以下のとおり。
- 衛藤征士郎（自由民主党）

なお、吉川元（立憲民主党）が比例で復活当選している。

### 県政
大分県議会議員選挙では、本市でひとつの選挙区をなす。定数は3人。
- 清田哲也（自由民主党）
- 成迫健児（県民クラブ）
- 御手洗吉生（自由民主党）

## 公共機関

### 国の行政機関
- 大分地方法務局佐伯支局
- 熊本国税局佐伯税務署
- 大分労働局佐伯労働基準監督署
- 大分労働局佐伯公共職業安定所
- 国土交通省九州地方整備局佐伯河川国道事務所
- 厚生労働省福岡検疫所佐伯出張所
- 防衛省海上自衛隊佐伯基地分遣隊（佐伯基地）

### 独立行政法人
- 国立研究開発法人水産総合研究センター増養殖研究所上浦庁舎

### 司法機関
- 大分地方裁判所佐伯支部
- 大分家庭裁判所佐伯支部
- 佐伯簡易裁判所

### 県の行政機関
- 南部振興局
- 佐伯県税事務所
- 南部保健所
- 佐伯土木事務所
- 大分県警佐伯警察署

## 姉妹都市・提携都市

### 海外
- 邯鄲市（中華人民共和国河北省）
1994年4月3日友好都市提携
- グラッドストン市（英語版）（オーストラリア連邦クイーンズランド州）
1996年9月4日姉妹都市提携
- ホノルル市（アメリカ合衆国ハワイ州）
2003年12月8日友情都市提携[10]

## 地域

### 人口
| |                                        |  |
| 佐伯市と全国の年齢別人口分布（2005年） | 佐伯市の年齢・男女別人口分布（2005年） |  |
| ■紫色 ― 佐伯市 ■緑色 ― 日本全国 | ■青色 ― 男性 ■赤色 ― 女性              |  |
| 佐伯市（に相当する地域）の人口の推移 \| 1970年（昭和45年） \| 96,667人 \| \| \| 1975年（昭和50年） \| 96,317人 \| \| \| 1980年（昭和55年） \| 96,534人 \| \| \| 1985年（昭和60年） \| 95,907人 \| \| \| 1990年（平成2年） \| 91,217人 \| \| \| 1995年（平成7年） \| 88,116人 \| \| \| 2000年（平成12年） \| 84,449人 \| \| \| 2005年（平成17年） \| 80,297人 \| \| \| 2010年（平成22年） \| 76,951人 \| \| \| 2015年（平成27年） \| 72,211人 \| \| \| 2020年（令和2年） \| 66,851人 \| \| |                                        |  |
| 総務省統計局 国勢調査より |                                        |  |
| 1970年（昭和45年） | 96,667人                               |  |
| 1975年（昭和50年） | 96,317人                               |  |
| 1980年（昭和55年） | 96,534人                               |  |
| 1985年（昭和60年） | 95,907人                               |  |
| 1990年（平成2年） | 91,217人                               |  |
| 1995年（平成7年） | 88,116人                               |  |
| 2000年（平成12年） | 84,449人                               |  |
| 2005年（平成17年） | 80,297人                               |  |
| 2010年（平成22年） | 76,951人                               |  |
| 2015年（平成27年） | 72,211人                               |  |
| 2020年（令和2年） | 66,851人                               |  |

### 教育

#### 高等学校
- 大分県立佐伯鶴城高等学校
- 大分県立佐伯豊南高等学校
- 日本文理大学附属高等学校

#### 中学校
市立
- 鶴谷中学校
- 佐伯城南中学校
- 佐伯南中学校
- 彦陽中学校
- 大入島中学校（2016年より休校）
- 東雲中学校
- 昭和中学校
- 本匠中学校
- 宇目緑豊中学校
- 直川中学校
- 鶴見中学校
- 大島中学校（休校）
- 米水津中学校
- 蒲江翔南中学校（蒲江翔南学園）
- 深島中学校（1995年より休校）

#### 小学校
市立
- 佐伯小学校
- 佐伯東小学校
- 渡町台小学校
- 鶴岡小学校
- 上堅田小学校
- 大入島小学校
- 八幡小学校

- 下堅田小学校
- 青山小学校（2024年3月閉校）
- 木立小学校
- 東雲小学校
- 切畑小学校
- 上野小学校
- 明治小学校

- 本匠小学校
- 宇目緑豊小学校
- 直川小学校
- 松浦小学校
- 大島小学校
- 米水津小学校
- 蒲江翔南小学校（蒲江翔南学園）
  - 深島分校(2004年より休校）

#### 特別支援学校
- 大分県立佐伯支援学校

## 交通

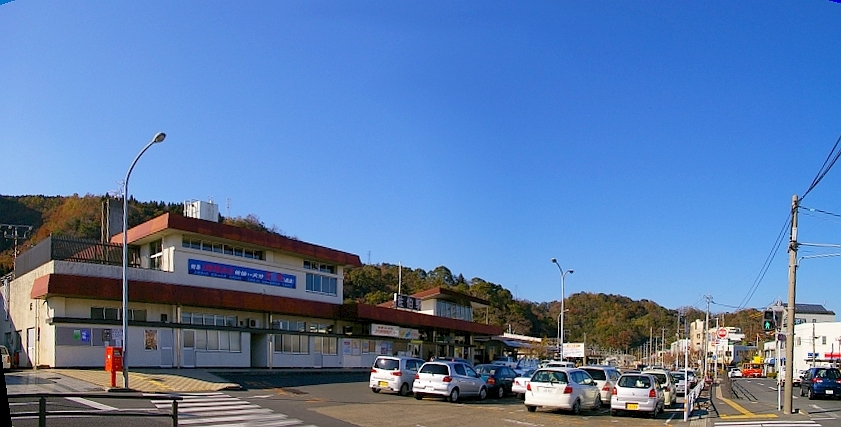
佐伯駅

### 鉄道路線
- 九州旅客鉄道（JR九州）
  - 日豊本線: 浅海井駅 - 狩生駅 - 海崎駅 - 佐伯駅 - 上岡駅 - 直見駅 - 直川駅 - 重岡駅 - 宗太郎駅
- 中心となる駅: 佐伯駅
- 佐伯 - 重岡間は普通列車の本数が1日3往復、重岡以南（延岡駅まで）は延岡方面1本、佐伯方面2本である。

### バス路線
- 県南高速リムジンバス「佐臼ライナー」（大分バス・大分交通）
  - 大分空港 - 大分市（パークプレイス大分） - 臼杵市 - 佐伯市
- 一般路線バス - 大分バスグループ（大分バス・大野竹田バス）
  - 急行：大分市 - 豊後大野市（旧犬飼町域） - 臼杵市（旧野津町域） - 佐伯市
  - 佐伯市内
- 佐伯市コミュニティバス

### 道路

#### 高速道路

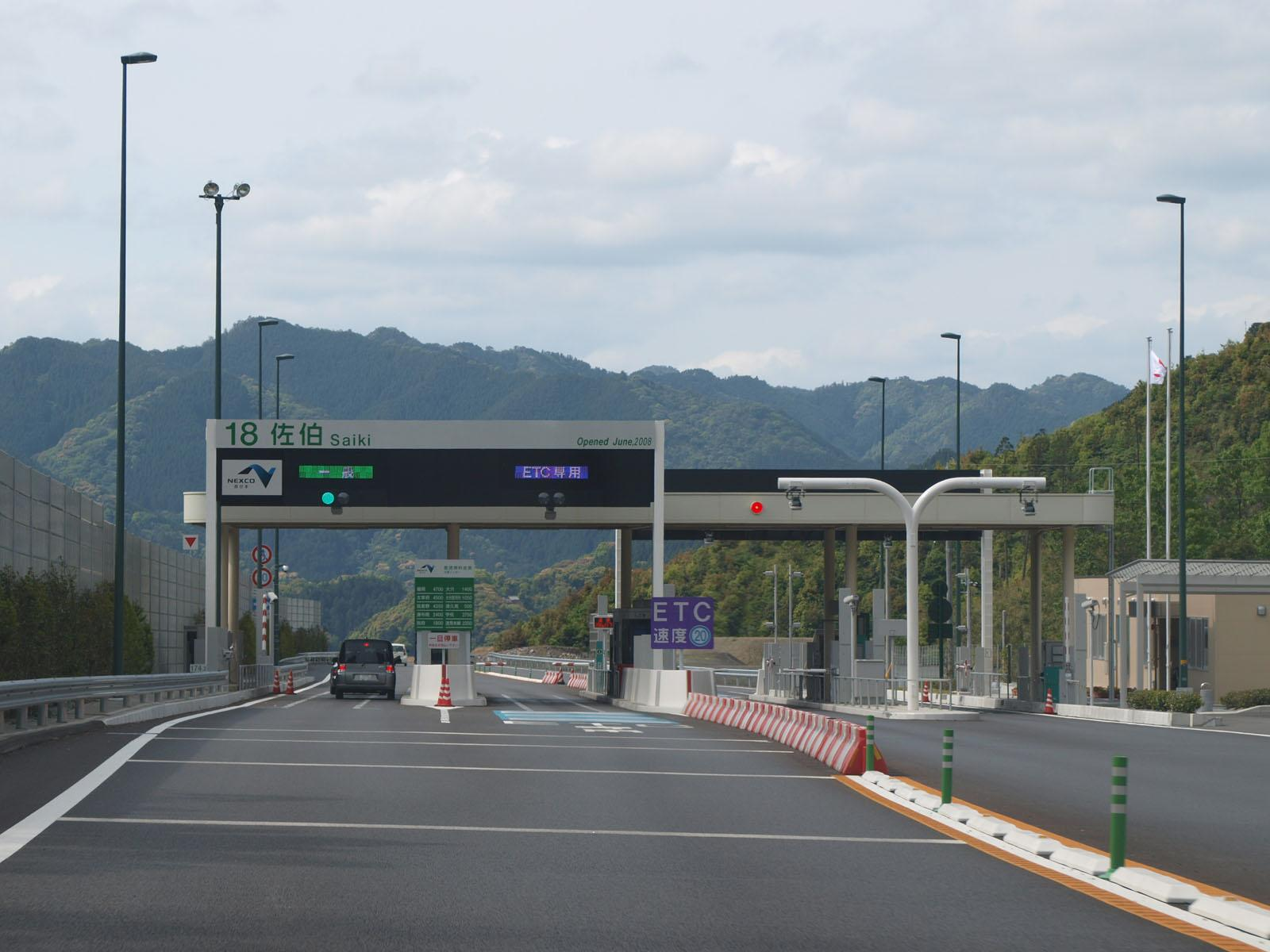
佐伯本線料金所

- E10 東九州自動車道
  - 18 佐伯IC/TB - 18-1 佐伯堅田IC - 19 蒲江IC - 19- 蒲江波当津IC
  - 佐伯弥生PA（上り線のみ）

※佐伯IC/TB以北は有料区間、以南は無料区間となっている。また津久見IC - 佐伯IC間は2008年（平成20年）6月28日、蒲江IC - 北浦IC間は2013年（平成25年）2月16日、佐伯IC - 蒲江IC間は2015年（平成27年）3月21日、佐伯弥生PAは上り線のみ2019年（令和元年）9月23日に供用開始した。佐伯弥生PAの下り線については供用時期未定である。

#### 国道

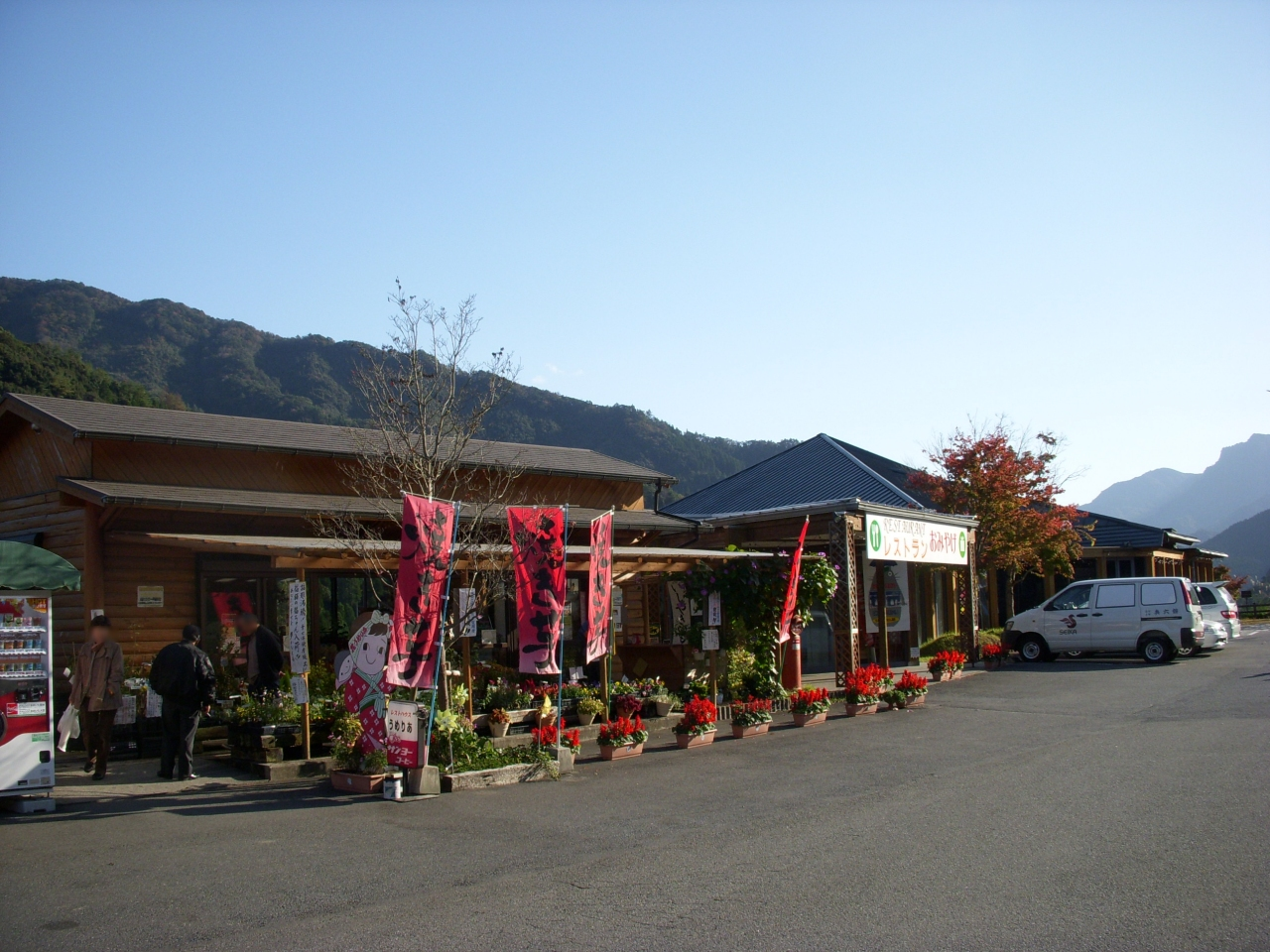
道の駅宇目

- 国道10号
- 国道217号
- 国道326号
- 国道388号

#### 主要地方道
- 宮崎県道・大分県道6号日之影宇目線
- 大分県道35号三重弥生線
- 大分県道36号佐伯津久見線
- 大分県道37号佐伯蒲江線
- 大分県道39号小野市重岡線
- 大分県道45号宇目清川線
- 大分県道53号野津宇目線

#### 一般県道
- 大分県道122号古江丸市尾線
- 大分県道219号佐伯弥生線
- 大分県道501号色宮港木立線
- 大分県道502号佐伯港線
- 大分県道503号上岡停車場線
- 大分県道541号四浦港津井浦線

- 大分県道603号赤木吹原佐伯線
- 大分県道604号梶寄浦佐伯線
- 大分県道605号床木海崎停車場線
- 大分県道607号長良木立線
- 大分県道608号笠掛直見停車場線
- 大分県道609号上爪横川線

- 大分県道613号御泊奥江線
- 大分県道615号松浦米水津線
- 大分県道687号西野浦河内線
- 大分県道691号大入島北循環線
- 大分県道692号大入島南循環線
- 大分県道706号伏野宇目線

#### 市道
- 佐伯市道山際線 - 日本の道100選

#### 道の駅
- 宇目
- かまえ
- やよい

### 港湾
- 佐伯港（重要港湾）
  - 宿毛フェリー（旧 宿毛観光汽船）: 佐伯港 - 宿毛湾港（高知県宿毛市）
  - 大入島観光フェリー: 佐伯港 - 大入島
- 浦代港（地方港湾）
- 丸市尾港（地方港湾）
- 蒲江港
  - 蒲江交通（えばあぐりいん）: 蒲江港 - 屋形島 - 深島

### 空港
最寄りの空港は大分空港または宮崎空港。大分空港へは高速バス、宮崎空港へは鉄道利用となり、それぞれの所要時間は2時間程度。
- 佐伯ヘリポート

## 名所・旧跡・観光スポット・祭事・催事

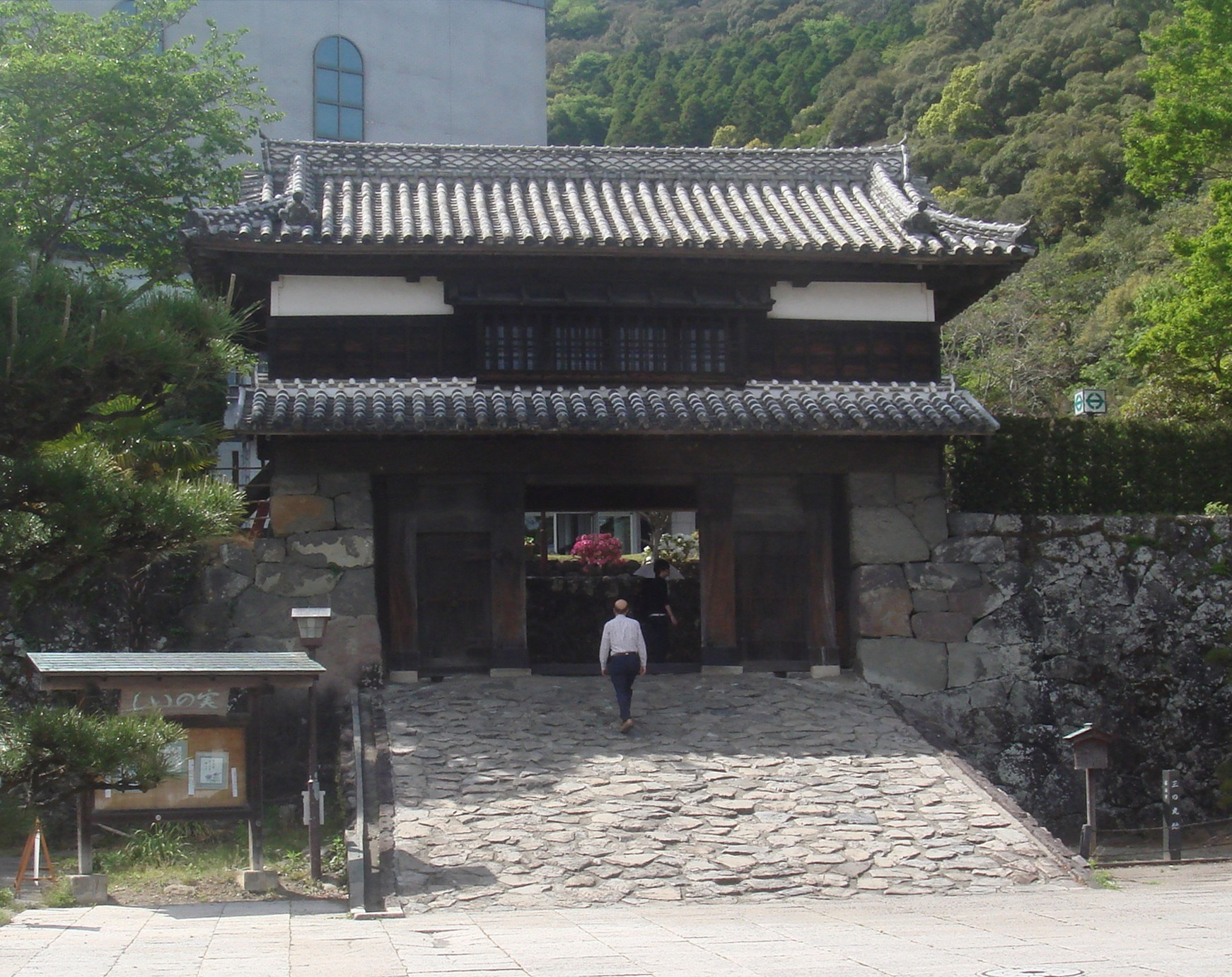
佐伯城 三の丸櫓門
（大分県有形文化財）

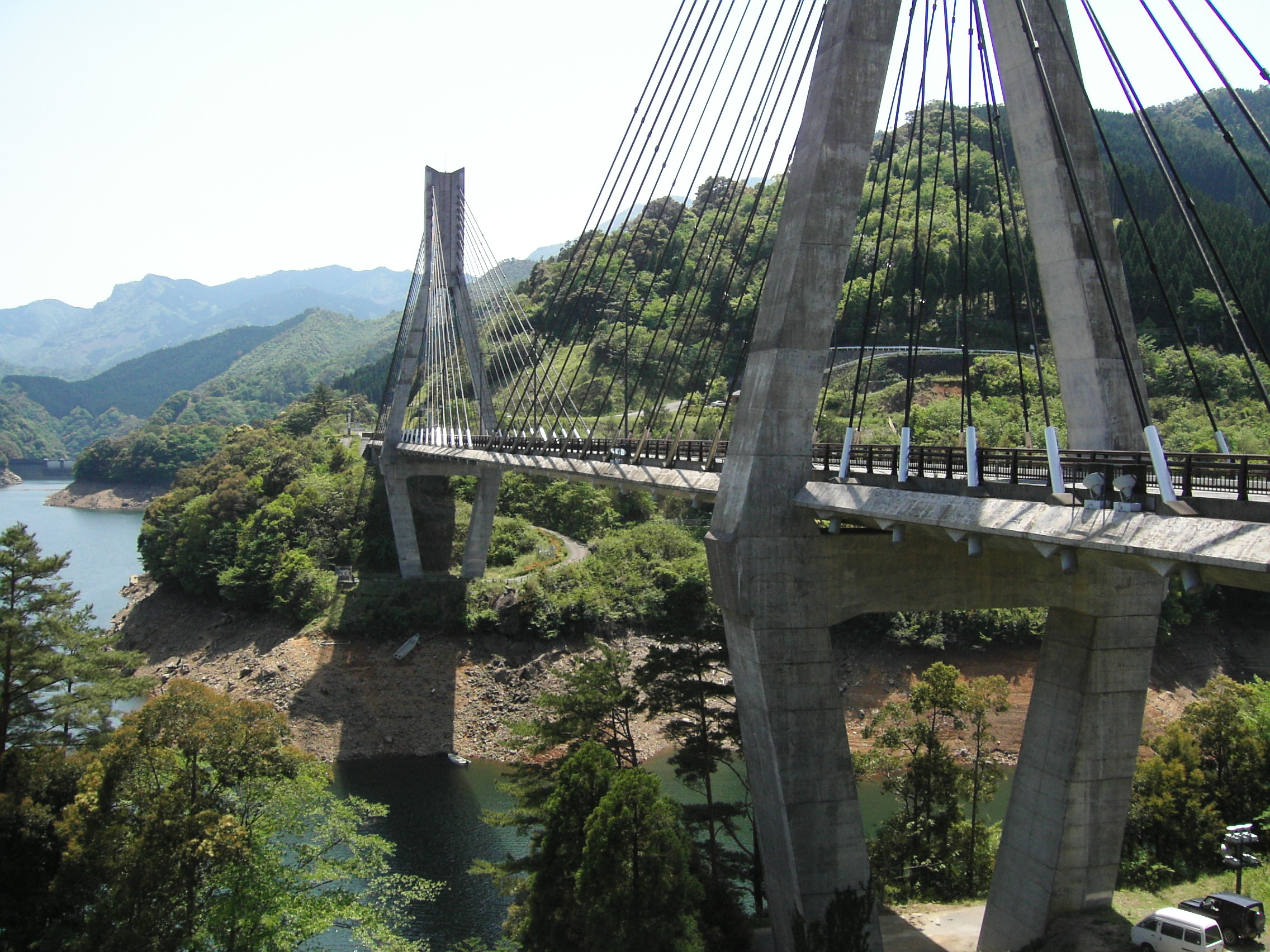
唄げんか大橋

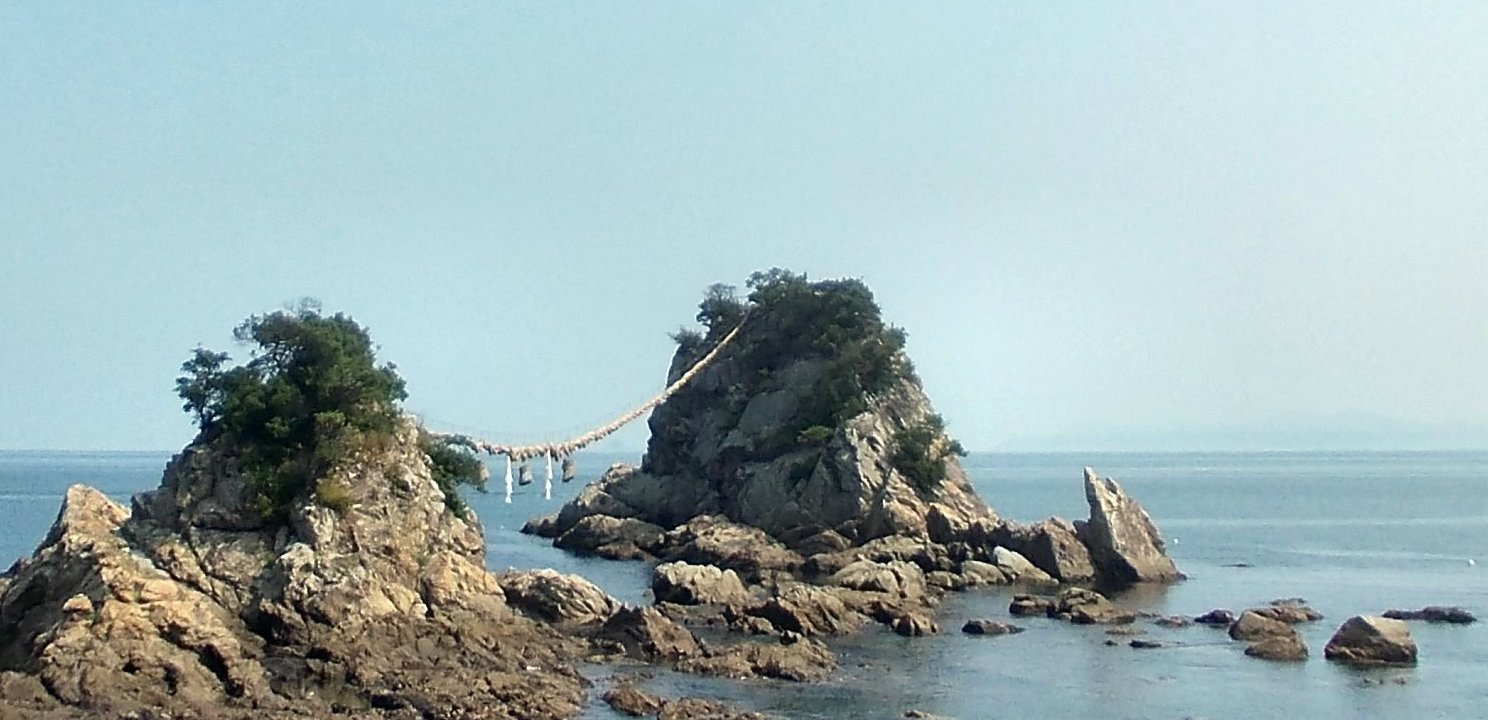
豊後二見ヶ浦、夫婦岩と注連縄

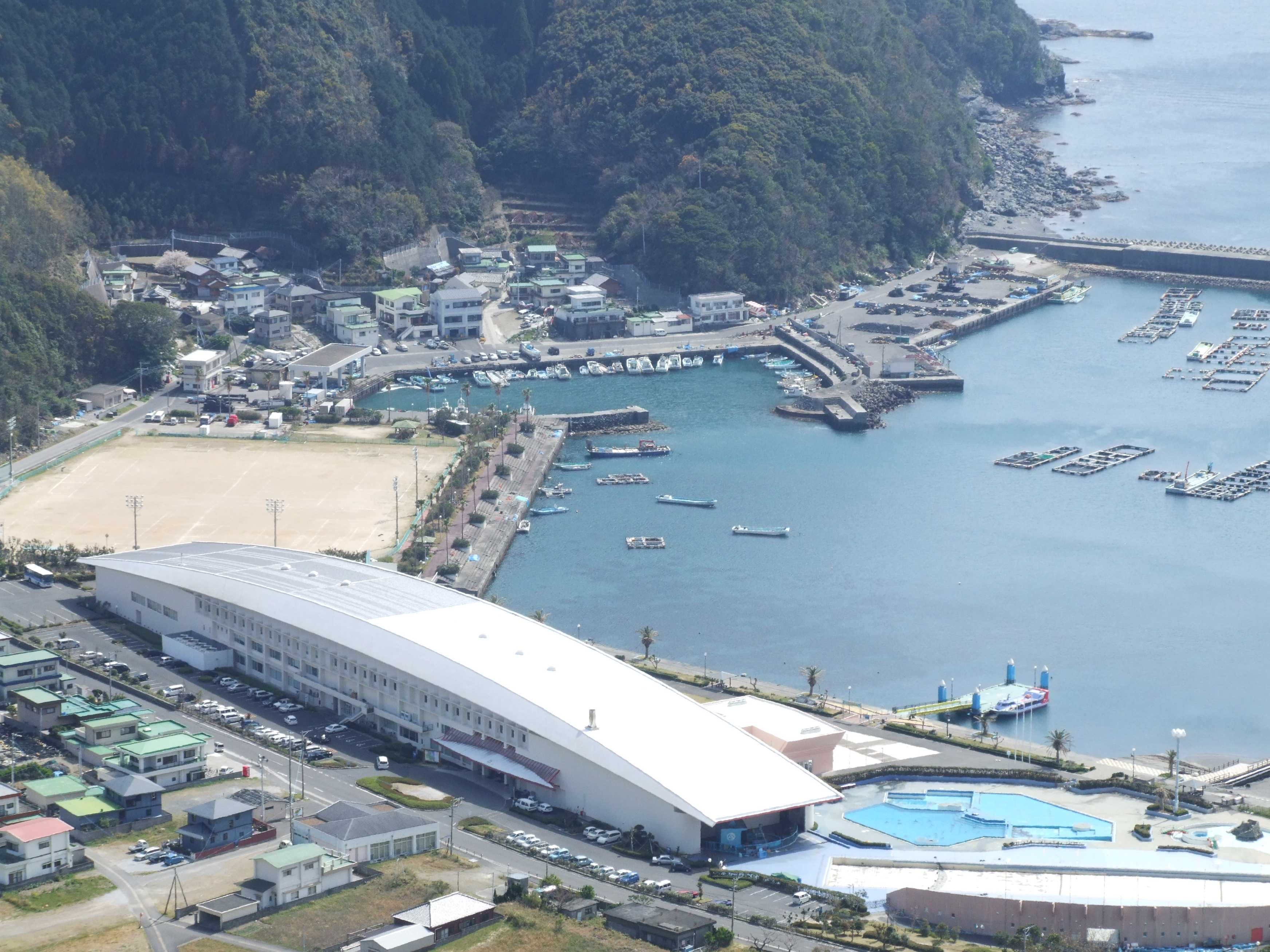
大分県マリンカルチャーセンター

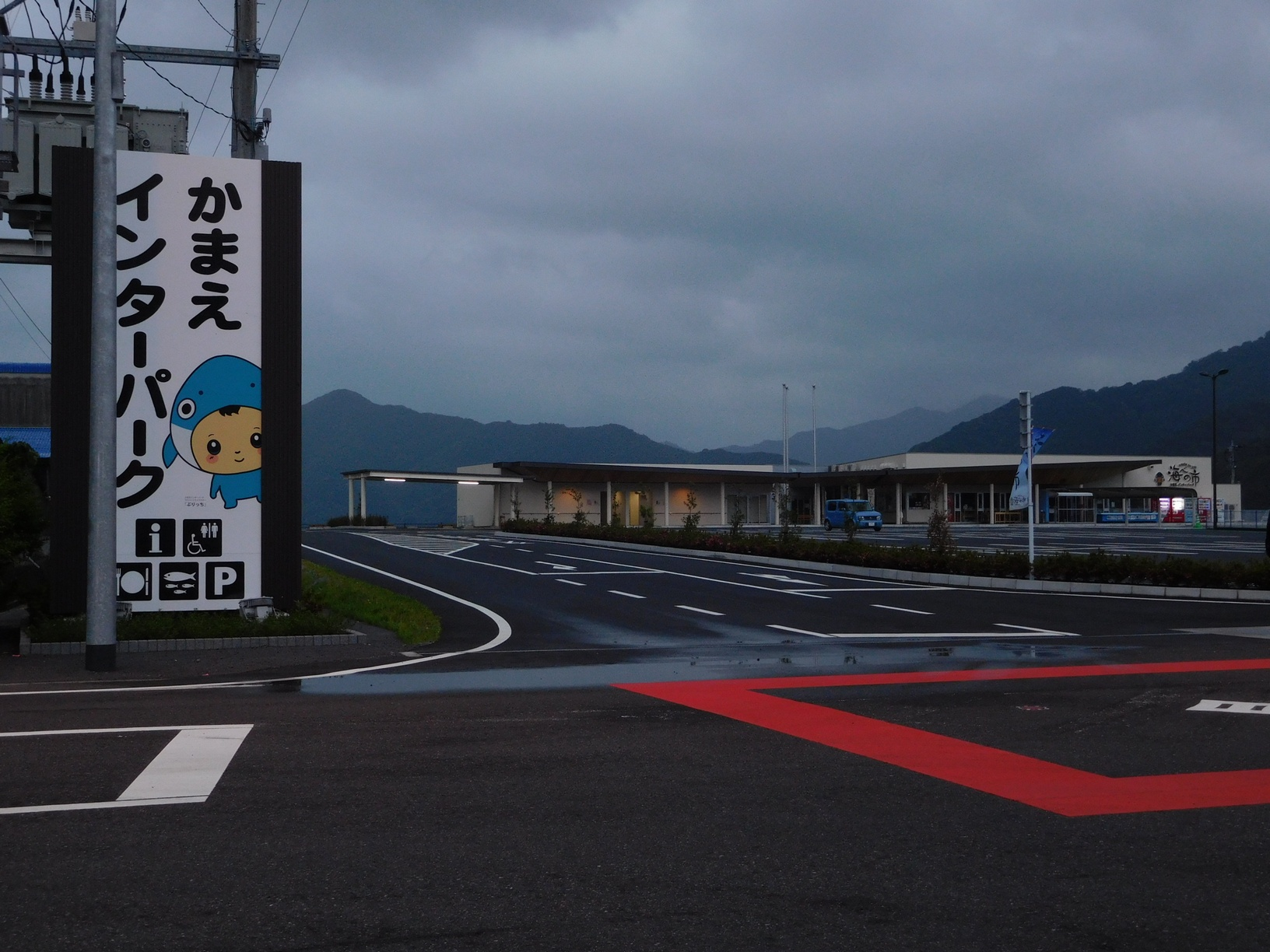
かまえインターパーク 海べの市

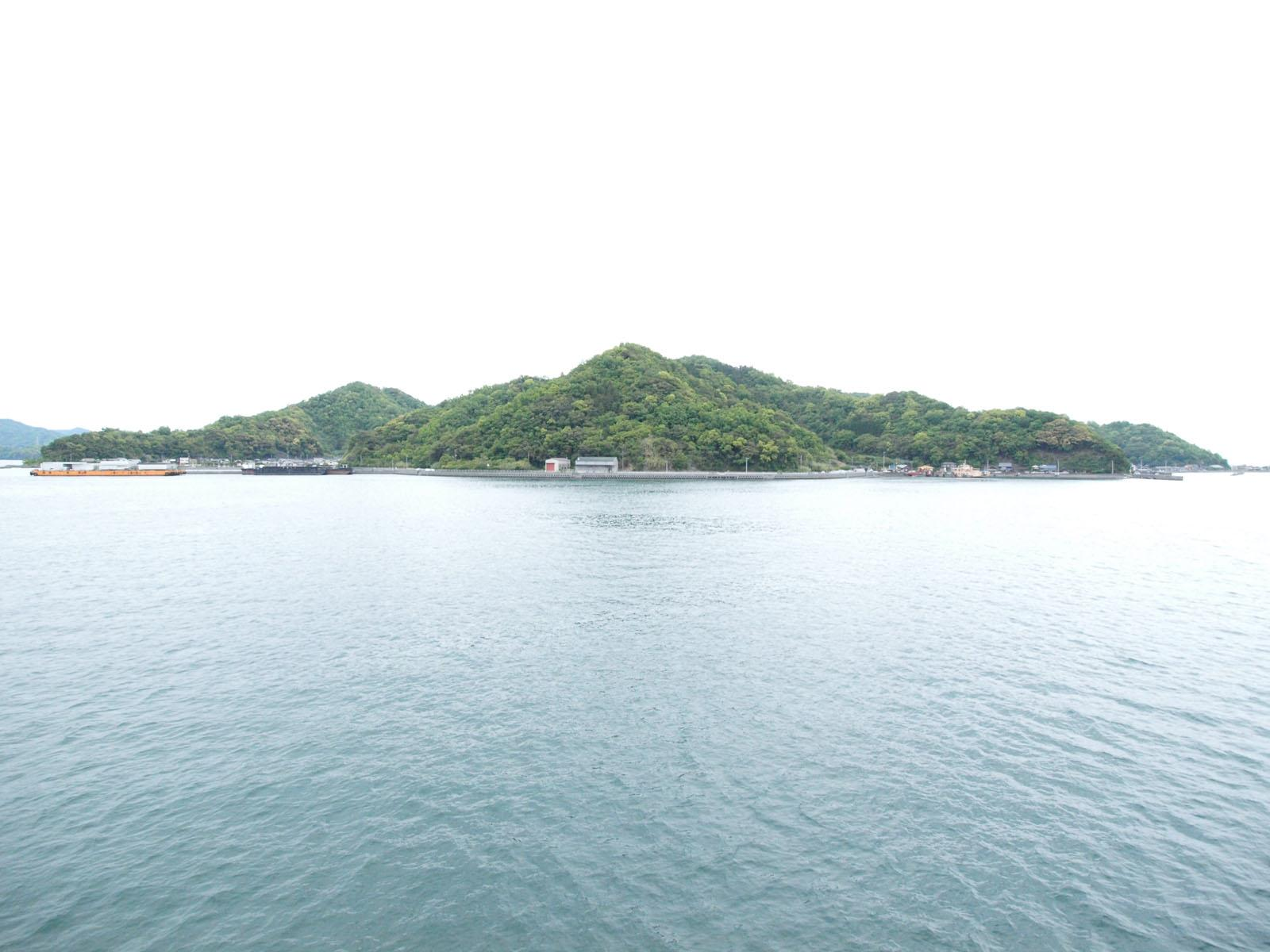
大入島

- 大入島 - 九州オルレ さいき・大入島コース、日豊海岸国定公園、サイクリング
- 豊後二見ヶ浦 - おおいた遺産、日本一の大しめ縄、1994年ギネスブック掲載
- 銚子の滝（銚子八景） - 国木田独歩所縁の地
- 暁嵐の滝 - 大分百景
- 小倉磨崖石塔 - 大分県指定史跡
- シシ垣
- 日本一カブトムシモニュメント (6.5m)
- 体験公園亀の甲なおかわ
- 直川憩の森公園 昆虫館
- 海の資料館 - 国の有形民俗文化財（漁具）
- 段々展望所（元の間海峡・壇の窓）
- 蒲戸崎自然公園（蒲戸崎展望台）
- 空の公園（空の展望所）
- 仙崎つつじ公園
- たかひら展望公園（里の駅）
- 狩生鍾乳洞（閉鎖中） - 国の天然記念物
- 小半鍾乳洞 - 国の天然記念物、大分百景
- 小半森林公園
- 藤河内渓谷（観音滝） - ユネスコエコパーク、おおいた遺産、祖母傾国定公園
- 唄げんか大橋 - 建設省初のPC斜張橋
- 北川ダム - ダム湖百選
- 鷹鳥屋神社の森 - おおいた遺産
- 木浦鉱山一帯（すみつけ祭り） - おおいた遺産
- 大分バスととろバス停（「となりのトトロ」のバス停として有名）
- 深島屋形島サンゴ海中公園 - 大分百景、日豊海岸国定公園
- 葛原 カマエカズラの群生地 - 大分県指定天然記念物
- かまえインターパーク 海べの市

### 城下町エリア
- 佐伯城跡 - 国指定史跡、続日本100名城
- 三の丸櫓門 - 大分県有形文化財
- 佐伯市歴史資料館
- 歴史と文学の道 - 日本の道100選）
- 茶室「汲心亭」 - お茶と和菓子が楽しめる
- パン屋かくれが - メロンパンが人気
- 山際史跡広場 - 門前の赤ポストが写真撮影に人気
- 城下町佐伯国木田独歩館
- 城下町観光交流館 - 大正レトロの貸衣装あり
- 養賢寺 - 毛利家墓所
- 善教寺
- さくら亭 - 食事処
- ルパンダハウス
- 臼坪菖蒲園 - 月見橋、佐伯神楽像
- 五所明神社
- 住吉の大楠 - 住吉神社の御神木
- 住吉御殿 - 佐伯城三ノ丸の屋敷の一部を移築
- 大日寺
- 糀屋本店 - 塩糀発祥の店
- 宝来屋旅館 - 菊姫行列
- KIISA
- オーランクラフトブルワリー - 地ビール
- さいき城山桜ホール

### 戦争遺跡・灯台
- 丹賀砲台園地
- 佐伯市平和祈念館やわらぎ
- 旧佐伯海軍航空隊掩体壕 - 文化庁登録有形文化財
- 水ノ子島灯台  - 近代化産業遺産、海上保安庁Aランク保存灯台、離島灯台高さ日本一、おおいた遺産、日本の灯台50選
- 鶴御崎灯台  - 九州最東端の地
- ミュージアムパーク鶴御崎 - 大分百景
- 水の子島海事資料館（渡り鳥館） - 文化庁の登録有形文化財

### 海
- 最勝海海岸 - 大分百景、日豊海岸国定公園
- 間越海岸（ハマユウ群落） - おおいた遺産、大分百景、日豊海岸国定公園
- 元猿海岸 - 日本の渚百選、日豊海岸国定公園
- 波当津海水浴場 - 日本の白砂青松100選、日豊海岸国定公園
- 葛原海水浴場 - 日豊海岸国定公園
- 福泊海水浴場（小田の浜） - 日豊海岸国定公園
- 大浜海水浴場 - 日豊海岸国定公園
- 瀬会海水浴場 - 快水浴場百選、日本の水浴場88選、日豊海岸国定公園
- 下梶寄海水浴場

### 山
- 傾山 1605m -  ユネスコエコパーク、日本三百名山、大分百山、祖母傾国定公園
- 佩楯山 753.8m - 大分百山
- 場照山 660.7m - 大分百山
- 尺間山 641m - 大分百景、大分百山
- 彦岳 639.3m - 大分百景、大分百山
- 元越山 581.5m - 九州百名山、大分百山、国木田独歩所縁の地
- 津島畑山 506.3m - 大分百山
- 城山

### 川
- 番匠川河川公園
- 直川憩の森公園 河川プール
- 本匠 宮ノ越遊水公園
- 本匠 小半鍾乳洞前河川公園
- 青山河川公園

### 入浴施設
- やよいの湯（道の駅やよい）（弥生）
- 塩湯（上浦）
- 佐伯温泉かぶとむしの湯（直川） - 1995年に鉱泉センター直川としてオープン、2025年にリニューアル[11]。
- 唄げんかの湯（木浦名水館）(宇目)
- 藤河内湯〜とぴあ（宇目）

### 祭り
- 大入島トンド火祭り
- さいき桜まつり - 大名行列、菊姫行列
- 上津川かかしまつり
- 魔界フェス
- マリンフェスタinさいき
- さいき番匠の火まつり（不定期開催）
- リバーサイドフェスタ
- 佐伯市ふるさとまつり（現在は実施していない）
- 直川かぶとむしまつり
- 直川ふるさと盆踊り大会・花火大会
- 本匠ほたる祭り
- うめ秋大祭
- 木浦すみつけ祭り（２年に一度）
- 椿原祭典
- 八匹原祭典
- やよいコスモスまつり
- 八日薬師（旧蒲江町1月8日）
- 鶴岡商工振興祭

## スポーツ

### スポーツ施設
- 佐伯市総合運動公園
  - 佐伯市総合運動公園陸上競技場（佐伯中央病院陸上競技場）：2000年まで大分トリニータが一部の公式戦を開催。また2002 FIFAワールドカップの際はチュニジア代表がキャンプ地として使用した。
  - 佐伯球場（佐伯中央病院スタジアム）：過去にプロ野球オープン戦を開催。
  - 佐伯市総合体育館（佐伯中央病院アリーナ）

### スポーツ大会
- 佐伯番匠健康マラソン大会（4月開催）
- 佐伯フルマラソン大会（11月開催）
- 九州チャレンジサイクリング大分県大会　ツール・ド・佐伯
- 九州実業団対抗毎日駅伝大会（2024年より[12]）

## 著名な出身者

### 政治
- 穴見陽一（政治家、実業家、衆議院議員）
- 井脇ノブ子（政治家、元衆議院議員）
- 馬渡龍治（政治家、元衆議院議員）
- 村上勇（政治家、元衆議院議員、郵政大臣、建設大臣）

### 経済・実業
- 榎徹（株式会社大分フットボールクラブ代表取締役）
- 御手洗毅（キヤノン株式会社初代社長)
- 御手洗冨士夫（キヤノン株式会社代表取締役会長・日本経団連元会長）
- 村上憲郎 (Google米国本社元副社長)

### 学術
- 御手洗玄洋（医学者、名古屋大学名誉教授）
- 渡邉英徳（工学者、東京大学教授）

### 文化・芸術
- 小野正嗣（小説家、芥川賞）
- 矢野龍渓（小説家、ジャーナリスト、官僚、政治家）
- 富永一朗（漫画家） - 京都市生まれだが、幼稚園から旧制中学卒業まで父の郷里の佐伯市で育つ。1948年から1951年まで佐伯市立鶴岡小学校及び佐伯市立佐伯小学校教諭。
- 山田和宏（画家、フランス・サロン・ドートンヌ協会正規会員）
- 福田素子（漫画家）
- 夜宵草（漫画家）

### スポーツ
- 青木剛（日本水泳連盟会長、東京オリンピック・パラリンピック競技大会組織委員会元理事）
- 山中正竹（全日本野球協会会長、2016年野球殿堂入り）
- 阿南準郎（広島東洋カープ元監督、現球団本部長）
- 安藤信二（元プロ野球選手）
- 川崎憲次郎（野球解説者、元プロ野球選手、ヤクルト、中日）
- 高橋直樹（元プロ野球選手、野球解説者、実業家）
- 佐野皓大（プロ野球選手、オリックス・バファローズ）
- 野村謙二郎（元プロ野球選手、広島東洋カープ元監督）
- 野村昭彦（アマチュア野球指導者、元大学野球日本代表コーチ、謙二郎の弟）
- 日高亮（元プロ野球選手）
- 岩崎知瑳（プロサッカー選手、鹿児島ユナイテッドFC）
- 戸高弘貴（プロサッカー選手、カターレ富山）
- 中村健人（プロサッカー選手、鹿児島ユナイテッドFC）
- 嘉風雅継（元大相撲力士・現中村親方）
- 伊達治一郎（レスリング、モントリオールオリンピック金メダリスト）
- 成迫健児（陸上）
- 山脇恭二（体操、ロサンゼルスオリンピック男子団体銅メダリスト）
- 具智元（ラグビーワールドカップ2019 日本代表） 韓国出身。佐伯市立鶴谷中学校に編入、日本文理大学附属高等学校卒業。
- 二田理央（プロサッカー選手、浦和レッズ）
- 古川雄大（プロ野球選手、埼玉西武ライオンズ）
- 狩生聖真（プロ野球選手、埼玉西武ライオンズ）

### 音楽
- 佐脇慧一（アーティスト）avex所属SOLIDEMOのメンバー
- 高槻真裕（作曲家、プロデューサー）

### 俳優
- 河井誠（俳優）
- 竹内力（俳優)
- 西田和昭（タレント、映画評論家、俳優）

### 放送
- 今井まこと（放送作家・番組プロデューサー）
- 岡村誠之（テレビ大分アナウンサー）

### お笑い
- あべこ（胡喋蘭メンバー）
- 大地洋輔（ダイノジ・お笑いコンビ）
- 大谷ノブ彦（ダイノジ・お笑いコンビ）

### その他
- 青木茂（建築家）
- 旭堂左南陵（講談師）
- ワタナベマホト（元YouTuber、元ラッパー）

### ゆかりのある人物
- 仲井眞弘多（政治家、第6代沖縄県知事） - 大阪市生まれ空襲のため1945年から翌1946年まで佐伯市に在住。[要出典]
- 中嶋優月 (アイドル、櫻坂46)　-小学生の頃、佐伯市に在住[13]。

## 架空の出身人物
- 海崎新太（夜宵草作『ReLIFE』の主人公）